# Ладіслав Карабін
Ладіслав Карабін (словац. Ladislav Karabin, нар. 30 жовтня 1977, Списька Нова Весь) — словацький хокеїст, що грав на позиції лівого нападника. 

## Ігрова кар'єра
Хокейну кар'єру розпочав у 1988 році виступами за команду «Слован» (Братислава).
1990 року був обраний на драфті НХЛ під 216-м загальним номером командою «Піттсбург Пінгвінс». 
Протягом професійної клубної ігрової кар'єри, захищав кольори команд «Слован» (Братислава), «Рочестер Американс», «Спішска Нова Вес», «Швеннінгер Вайлд Вінгс», «Грізлі Адамс Вольфсбург» та «Ізерлон Рустерс».
Загалом провів 9 матчів у НХЛ.

## Нагороди та досягнення
- Чемпіон Словаччини в складі «Слован» (Братислава) — 1998.

## Статистика
| Сезон        | Клуб                      | Ліга         | Регулярний сезон | Регулярний сезон | Регулярний сезон | Регулярний сезон | Регулярний сезон | Плей-оф | Плей-оф | Плей-оф | Плей-оф | Плей-оф |
| Сезон        | Клуб                      | Ліга         | І                | Г                | П                | О                | ШХ               | І       | Г       | П       | О       | ШХ      |
| ------------ | ------------------------- | ------------ | ---------------- | ---------------- | ---------------- | ---------------- | ---------------- | ------- | ------- | ------- | ------- | ------- |
| 1988–89      | «Слован» (Братислава)     | ЧХЛ          | 31               | 7                | 2                | 9                | 10               | —       | —       | —       | —       | —       |
| 1990–91      | «Слован» (Братислава)     | ЧХЛ          | 49               | 21               | 7                | 28               | 57               | —       | —       | —       | —       | —       |
| 1992–93      | «Слован» (Братислава)     | ЧХЛ          | 39               | 21               | 23               | 44               | 0                | —       | —       | —       | —       | —       |
| 1993–94      | «Піттсбург Пінгвінс»      | НХЛ          | 9                | 0                | 0                | 0                | 2                | —       | —       | —       | —       | —       |
| 1993–94      | «Клівленд Ламберджекс»    | ІХЛ          | 58               | 13               | 26               | 39               | 48               | —       | —       | —       | —       | —       |
| 1994–95      | «Клівленд Ламберджекс»    | ІХЛ          | 47               | 15               | 25               | 40               | 26               | 4       | 0       | 0       | 0       | 2       |
| 1995–96      | «Рочестер Американс»      | АХЛ          | 21               | 3                | 5                | 8                | 18               | —       | —       | —       | —       | —       |
| 1995–96      | «Лос-Анджелес Айс-Догс»   | ІХЛ          | 32               | 6                | 8                | 14               | 58               | —       | —       | —       | —       | —       |
| 1999–00      | «Франкфурт Ліонс»         | ДХЛ          | 52               | 13               | 12               | 25               | 28               | —       | —       | —       | —       | —       |
| 2000–01      | «Франкфурт Ліонс»         | ДХЛ          | 48               | 11               | 20               | 31               | 82               | 3       | 2       | 1       | 3       | 2       |
| 2001–02      | «Франкфурт Ліонс»         | ДХЛ          | 58               | 12               | 36               | 48               | 100              | —       | —       | —       | —       | —       |
| 2002–03      | «Швеннінгер Вайлд Вінгс»  | ДХЛ          | 17               | 1                | 5                | 6                | 28               | —       | —       | —       | —       | —       |
| 2003–04      | «Грізлі Адамс Вольфсбург» | 2 Бунд.      | 39               | 19               | 21               | 40               | 112              | 11      | 5       | 5       | 10      | 45      |
| 2004–05      | «Грізлі Адамс Вольфсбург» | ДХЛ          | 47               | 11               | 28               | 39               | 58               | —       | —       | —       | —       | —       |
| 2005–06      | «Ізерлон Рустерс»         | ДХЛ          | 32               | 3                | 13               | 16               | 75               | —       | —       | —       | —       | —       |
| Усього в НХЛ | Усього в НХЛ              | Усього в НХЛ | 9                | 0                | 0                | 0                | 2                | —       | —       | —       | —       | —       |
| Усього в ДХЛ | Усього в ДХЛ              | Усього в ДХЛ | 254              | 51               | 114              | 165              | 371              | 3       | 1       | 2       | 3       | 2       |